# Vaison-la-Romaine
Vaison-la-Romaine este o comună în departamentul Vaucluse din sud-estul Franței. În 2009 avea o populație de 6.153 de locuitori.

## Evoluția populației
| An        | 1975  | 1982  | 1990  | 1999  | 2006  | 2009  |
| --------- | ----- | ----- | ----- | ----- | ----- | ----- |
| Populație | 5.210 | 5.862 | 5.663 | 5.904 | 6.313 | 6.153 |